# Phare sud de Pentwater

Le phare sud de Pentwater (en anglais : Pentwater South Pierhead Light), est un phare  du lac Michigan, sur la péninsule inférieure du Michigan situé sur la jetée sud du port de Pentwater, dans le Comté d'Oceana, Michigan. 
Ce phare est inscrit au Registre national des lieux historiques depuis le 11 janvier 2001 sous le n° 00001638.

## Historique
En 1855, Charles Mears (en) a construit un canal du lac Pentwater au lac Michigan, pour répondre à ses intérêts d'exploitation forestière. En 1858, il a construit une jetée dans le lac Michigan où les navires pouvaient accoster. La première construction du canal était relativement peu profonde, mais Mears a continué à l'améliorer, et en 1865, il était suffisamment profond pour qu'un bateau à vapeur, le Daylite, puisse naviguer dans le lac Pentwater . 
En 1868, le gouvernement américain a commencé à élargir et à améliorer le canal de Mears. En 1873 un phare à pans de bois, de 10 m de haut, a été construit sur la jetée sud. Une lentille de Fresnel rouge de sixième ordre y a été installée. Puis une station de sauvetage a été construite sur la jetée nord en 1887, et en 1917 la lumière de la tête de quai a été automatisée. 
En 1937, toute la structure de la jetée a été remplacée par le Corps du génie de l'armée des États-Unis par une jetée en béton. Dans le même temps, le phare à ossature bois a été remplacé par une structure en acier, et l'optique remplacé par une lentille de 12 pouces (300 mm). La plupart du site de la station de sauvetage, à l'exception de la tour du drapeau, a été démoli en 1958. 
Un deuxième feu a été érigé sur la jetée nord en 1997, le phare nord de Penwater.

## Description
Le phare actuel est une tour pyramidale métallique à claire-voie, avec une balise sur une plateforme, de 10 m de haut. La tour entière est peinte en rouge. Il émet, à une hauteur focale de 15 m, une lumière rouge par période de 4 secondes. Sa portée est de 4 milles nautiques (environ 7.5 km).
Identifiant  : ARLHS : USA-1270 ; USCG :  7-18630 .

### Lien connexe
- Liste des phares au Michigan